# محمية غابة نهر درو
تقع محمية غابة نهر دراو في غانا. تأسست عام 1937 وتغطي مساحة 235 كـم2 (91 ميل2). يتدفق نهر درو عبر الجزء الشرقي من المحمية. تقع على ارتفاع 75 م فوق مستوى سطح البحر.

## بيئة
تم تصنيف المحمية كمنطقة مهمة للطيور(IBA) من قبل منظمة BirdLife International لأنها تدعم أعدادًا كبيرة من العديد من أنواع الطيور.